# Le Jour se lève
Le Jour se lève (literalment en català,"S'aixeca el dia") és una pel·lícula francesa realitzada per Marcel Carné i estrenada el juny de l'any 1939, que pertany al realisme poètic. El 1940 es va presentar als Estats Units; no obstant això, aquell mateix any va ser prohibida a França pel govern de Vichy perquè era desmoralitzant.
Una característica original de la pel·lícula és la seva estructura, una llarga tornada cap enrere (flash-back), un recurs poc utilitzat fins al moment, i tot això, dos anys abans de l'aparició de Ciutadà Kane. La decoració de l'habitació, construït per Alexandre Trauner, comporta els quatre costats de l'habitació (i no tres com era de costum) per autoritzar plans circulars i subratllar la reclusió. Va aparèixer en la llista de l'any 1952 de les millor pel·lícules de la història, llista que elabora periòdicament la revista Sight & Sound; en la llista del 2012, aconseguí la 42ª posició.
Degut a la gran popularitat que va adquirir la pel·lícula, es va realitzar l'any 1946 un remake americà anomenat The long night i dirigit per Anatole Litvak, amb Henry Fonda interpretant el personatge de Jean Gabin i Vincent Price el de Jules Berry, el seu antagonista.

## Argument
La pel·lícula comença amb les imatges d'un immoble d'un barri popular. Se sent un tret i surt un home ferit d'un pis de la cinquena planta, desconegut per als veïns. És en François (Jean Gabin) que acaba d'assassinar en Valentin (Jules Berry). Desesperat, es reclou al seu pis. Mentre la policia l'assetja, ell repassa mentalment els esdeveniments que l'han conduït al crim. Durant tota la nit, a través de diversos flash-backs, recorda com es va enamorar de Françoise (Jacqueline Laurent), una jove dona que portava flors a la fàbrica on ell treballava com a obrer. Aviat descobreix la misteriosa relació entre aquella jove i Valentin, que fa espectacles amb gossos. Allà, coneix també una altra dona, Clara (Arletty), ajudant d'en Valentin i que s'enamora d'ell. Totes aquestes circumstàncies el faran arribar a les escenes finals, on dispara a en Valentin (com a l'inici de la pel·lícula), i es suicida posteriorment abans que pugui entrar la policia al seu pis.

## Característiques del realisme poètic francès presents en la pel·lícula

### Personatges populars
Personatges provinents de les classes més baixes de la societat. Per exemple, François viu sol en un cinquè pis d'un edifici, és obrer en una fàbrica. Els personatges populars van acompanyats d'històries urbanes i realistes, ja que durant el realisme poètic francès es vol mostrar la realitat del país, influenciada pel context politicosocial pel qual estava passant.

### Fatalitat
Presència d'una trama dramàtica, des dels primers instants de la pel·lícula se sap que el personatge principal estarà destinat a la fatalitat. L'intertítol de l'inici del film ("Un home ha matat... tancat, assetjat en una habitació, evoca les circumstàncies, que han fet d'ell un assassí.") servia per avisar els espectadors de l'època del que passaria i per a que sabessin quin drama afectaria el personatge.
François, personatge maleït, està destinat a una vida trista i fatal. No hi ha final feliç a causa del fet que se suïcidarà al final. És un personatge que no pot sortir d'aquesta maledicció.
Fatalitat lligada a la qüestió politicosocial ja que el moviment se situa entre les dues guerres mundials. Quan va sortir Le jour se lève, l'Alemanya nazi estava a punt d'envair el país i la Segona Guerra Mundial a punt d'esclatar. Per aquest motiu, la societat estava destruïda psicològicament, les mentalitats molt depressives i els cineastes van aprofitar per fer pel·lícules reals i naturalistes.

### Il·luminació
Gran treball dels directors de fotografia amb la il·luminació present a la pel·lícula, ja que hi ha forts contrastos lumínics. És un film en blanc i negre, però amb uns jocs d'ombres i de llum molt perceptibles. Hi ha escenes molt il·luminades, on es veu tot el pla perfectament amb llum artificial (com l'escena de l'espectacle dels gossos), i altres escenes on hi ha molt poca llum i es veu poc el que està passant, amb només un punt de llum natural per veure l'essencial (com l'escena on només la llum de la finestra il·lumina els ulls de François quan s'amaga de la policia al seu pis).

## Repartiment
- Jean Gabin com a François
- Jacqueline Laurent com a Françoise
- Jules Berry com a Valentin
- Arletty com a Clara
- Arthur Devère com a Gerbois
- Bernard Blier com a Gaston
- Marcel Pérès com a Paulo
- Germaine Lix com a cantant
- Georges Douking com a home cec (no acreditat)

## Distincions
- Mostra de Venècia 1939 : nominació per a la copa Mussolini del millor film.